# Haji Wright
Pour les articles homonymes, voir Wright.
Haji Wright né le 27 mars 1998 à Los Angeles en Californie, est un joueur international américain de soccer . Il joue au poste d'avant-centre à Coventry City.

## Biographie

### En club
Né à Los Angeles en Californie aux États-Unis, Haji Wright est formé par le Galaxy de Los Angeles.
Haji Wright arrive à Schalke 04 en 2016, où il est dans un premier temps intégré aux équipes de jeunes. Il joue son premier match avec l'équipe première le 24 novembre 2018, lors d'une rencontre de Bundesliga face au FC Nuremberg. Il entre en jeu à la place de Steven Skrzybski et son équipe s'impose par cinq buts à deux. Le 19 décembre suivant, il inscrit son premier but pour Schalke, lors d'une rencontre de championnat contre le Bayer Leverkusen. Il est titulaire mais son équipe s'incline (1-2). 
Le 12 juillet 2019 il rejoint les Pays-Bas en s'engageant avec le VVV Venlo.
Le 2 août 2020, Haji Wright rejoint le Danemark, s'engageant avec SønderjyskE,. Il joue son premier match sous ses nouvelles couleurs contre le FC Midtjylland, le 11 septembre 2020, lors de la première journée de la saison 2020-2021 de Superligaen. Il se montre directement décisif en marquant son premier but, contribuant à la victoire des siens (2-0). Le 27 septembre suivant, pour sa troisième apparition, il réalise son premier doublé, lors d'une rencontre de championnat face à l'Aalborg BK. Il entre en jeu ce jour-là alors que les deux équipes sont à égalités, et ses deux buts permettent à SønderjyskE de l'emporter (3-1 score final).
Le 21 juillet 2021, Haji Wright est prêté pour une saison en Turquie, à l'Antalyaspor. Le 19 juillet 2022, Wright est recruté définitivement par l'Antalyaspor. Il signe un contrat courant jusqu'en juin 2025,.
Le 4 août 2023, Haji Wright rejoint l'Angleterre afin de s'engager en faveur de Coventry City. Il signe un contrat de quatre ans, soit jusqu'en juin 2027. Ils iront jusqu’en 1/2 finale de la coupe d’Angleterre où il marquera sur penalty le but du 3-3 vs Manchester United et permettre à son équipe d’aller en prolongation mais il perdront par TAB 3-4. 

### En sélection
Haji Wright est sélectionné avec l'équipe des États-Unis des moins de 17 ans pour participer à la coupe du monde des moins de 17 ans en 2015. Lors de ce tournoi organisé au Chili il joue trois matchs.
Le 9 novembre 2022, il est sélectionné par Gregg Berhalter pour participer à la Coupe du monde 2022.